# Іванівка (Мостівська сільська громада)
Іва́нівка — село в Україні, у Мостівській сільській громаді Вознесенського району Миколаївської області. Населення становить 90 осіб. До 2016 року орган місцевого самоврядування — Сухобалківська сільська рада.

## Населення

### Мова
Розподіл населення за рідною мовою за даними перепису 2001 року:
| Мова       | Кількість | Відсоток |
| ---------- | --------- | -------- |
| українська | 86        | 95.56%   |
| російська  | 3         | 3.33%    |
| румунська  | 1         | 1.11%    |
| Усього     | 90        | 100%     |